# Kreshnik Çipi
Kreshnik Tomorr Çipi (ur. 15 lutego 1958 we Wlorze) – albański piłkarz i były kapitan klubu Flamurtari Wlora, w latach 1980–1992 reprezentant Albanii. Po zakończeniu kariery piłkarskiej został przedsiębiorcą, w latach 2002–2010 należał do komisji Federata Shqiptare e Futbollit, a w latach 2009–2013 zasiadał w Zgromadzeniu Albanii z ramienia Demokratycznej Partii Albanii.
Ukończył studia na Instytucie Kultury Fizycznej im. Vojo Kushiego w Tiranie.

## Tytuły i odznaczenia
Został uhonorowany tytułami Mistrza Sportu (Mjeshtër Sport), Zasłużonego Mistrza (Mjeshtër i Merituar), Honorem Albańskiego Sportu (Nder i Sportit Shqiptar) oraz medalami Legendy Albański Piłki Nożnej (Legjenda e Futbollit Shqiptar), oraz Złotym Medalem za Zasługi Sportowe (Medalje Artë për Merita në Sport).